# Triphyllozoon microstigmatum
Triphyllozoon microstigmatum är en mossdjursart som beskrevs av Silén 1954. Triphyllozoon microstigmatum ingår i släktet Triphyllozoon och familjen Phidoloporidae. Inga underarter finns listade i Catalogue of Life.